# Provincia de El Hayeb
La Provincia de El Hayeb es una de las provincias de Marruecos, parte de la región de Fez-Mequinez. Tiene una superficie de 2.209 km² y 216.388 habitantes censados en 2004. 

## División administrativa
La provincia de El Hayeb consta de 4 municipios y 12 comunas:

### Municipios
- Agourai
- Ain Taoujdate
- El Hayeb
- Sabaa Aiyoun

### Comunas
- Ait Boubidmane
- Ait Bourzouine
- Ait Harz Allah
- Ait Naamane
- Ait Ouikhalfen
- Ait Yaazem
- Bitit
- Iqaddar
- Jahjouh
- Laqsir
- Ras Ijerri
- Tamchachate